# Józef Ujejski

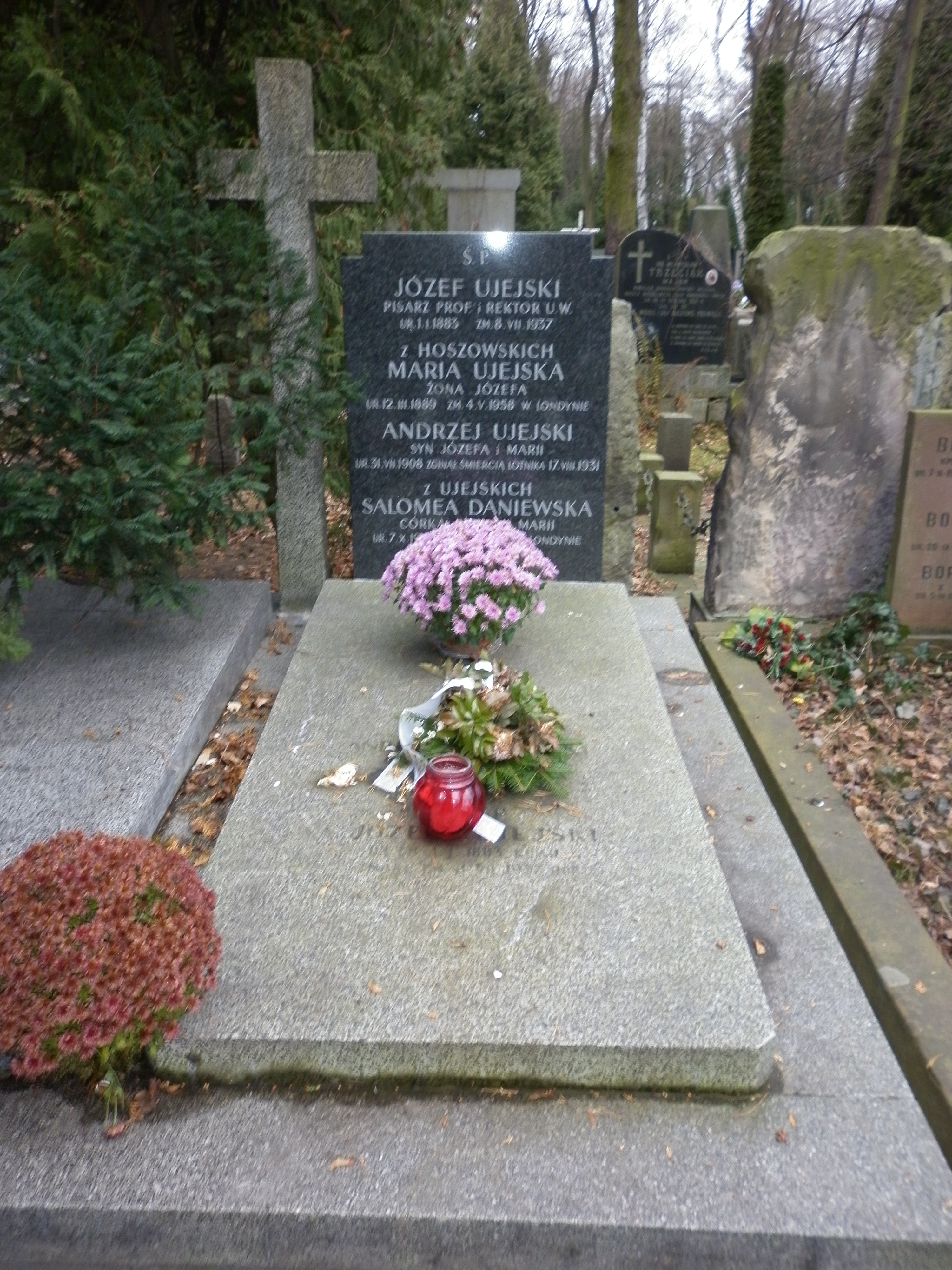
Grób Józefa Ujejskiego na Wojskowych Powązkach

Józef Ujejski (ur. 8 stycznia 1883 w Tarnowie, zm. 8 lipca 1937 w Warszawie) – polski historyk literatury.

## Życiorys
Studiował historię literatury na Uniwersytecie Jagiellońskim, w 1907 obronił tam pracę doktorską, a następnie wyjechał do Paryża, gdzie kontynuował naukę. Od 1919 profesor Uniwersytetu Warszawskiego (1932–1933 rektor); od 1921 członek Towarzystwa Naukowego Warszawskiego, od 1922 Polskiej Akademii Umiejętności. Badacz romantyzmu, zwłaszcza prądów filozoficznych i umysłowych epoki i ich odzwierciedlenia w literaturze, zajmował się szczególnie mistyczno-utopijną i filozoficzną myślą mesjanizmu; ogłosił m.in. studia: Główne idee w „Anhellim” Słowackiego (1916), Antoni Malczewski (1921), Byronizm i skottyzm w „Konradzie Wallenrodzie” (1923), O cenę absolutu. Rzecz o Hoene-Wrońskim (1925), Dzieje polskiego mesjanizmu do powstania listopadowego włącznie (1931); rozgłos zyskała szczególnie książka O Konradzie Korzeniowskim (1936), uwydatniająca m.in. polskie dziedzictwo w twórczości pisarza i jego powiązania z tradycją romantyzmu europejskiego i rodzimego, w tej tematyce utworzony został wybór studiów Romantycy (1963).
Zmarł w Warszawie. Pochowany na Cmentarzu Wojskowym na Powązkach (kwatera A 10-3-2).
Jego stryj – Kornel Ujejski był znanym poetą romantycznym.

## Ordery i odznaczenia
- Krzyż Komandorski z Gwiazdą Orderu Odrodzenia Polski (pośmiertnie, 9 lipca 1937)[3]
- Złoty Wawrzyn Akademicki (5 listopada 1935)[4]